# Olsztyn

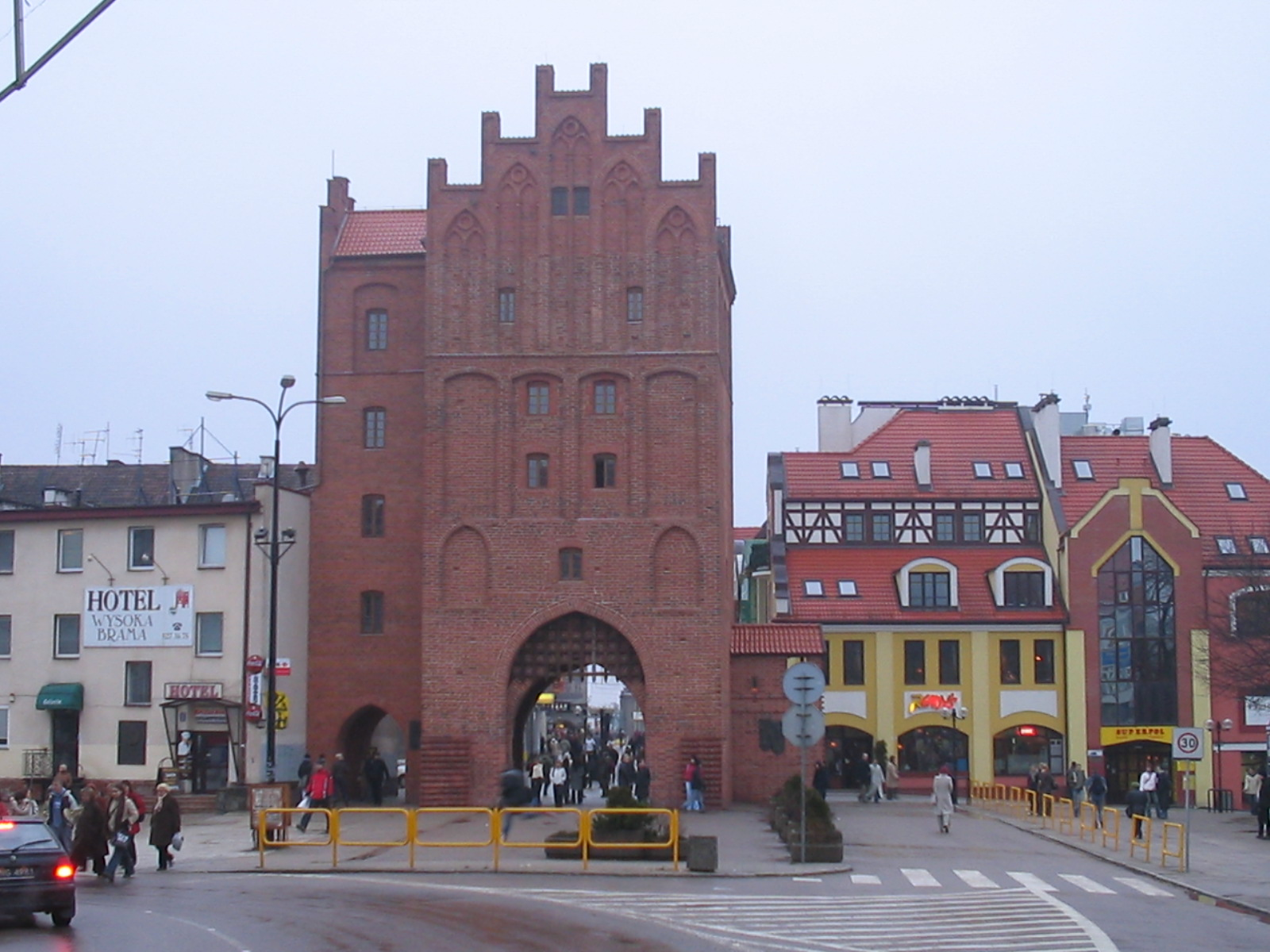
Olsztyn

Olsztyn (tyska: Allenstein)  är en stad i nordöstra Polen, belägen vid Masuriska sjöarna. Olsztyn har ca 175 000 invånare. Kommunen har en areal på 89 km². Olsztyn är huvudstad i Ermland-Masuriens vojvodskap. Olsztyn är en stad med powiatstatus (miasto na prawach powiatu), vilket innebär att kommunen själv ansvarar för de frågor som annars handläggs av nästa administrativa nivå, powiaterna.

## Befolkningsutveckling
| År             | Invånare     |
| -------------- | ------------ |
| 1772           | 1,770        |
| 1846           | 4,000        |
| 1875           | 6,000        |
| 1885           | 11,555       |
| 1890           | 19,373       |
| 1895           | 25,000       |
| 1939           | 50,000       |
| 1941           | 54,300       |
| 1946           | 23,000       |
| 1950           | 45,000       |
| 1972           | över 100,000 |
| 1994           | 165,000      |
| 2000           | 170,000      |
| 2009 (30 juni) | 176,387      |

## Historia
Allenstein växte fram runt den borg om anlades här av Tyska Orden 1348-70.
Efter Tysklands enande tillhörde Allenstein den preussiska provinsen Ostpreussen. Åren 1905-45 var staden huvudort i det preussiska regeringsområdet Allenstein.
Under första världskriget ägde de enda striderna på Tysklands mark, under hela kriget, rum i närheten av Allenstein. Två ryska arméer trängde in i Ostpreussen från öster och söder (någon polsk stat fanns inte mellan åren 1795 och 1918) i slutet av augusti 1914 (cirka tre veckor efter att kriget hade brutit ut). Den lokale befälhavaren ville då utrymma hela Ostpreussen till en linje väster om floden Weichsel, vilket inte accepterades av krigsledningen i Berlin. Den tyska 8:e armén under general Paul von Hindenburg lyckades dock genom att utnyttja det redan 1914 goda tyska järnvägsnätet att fullständigt krossa den ena inträngande armén och kasta ut den andra, som även den drabbades av stora förluster. En vecka in i september 1914 var Allenstein och Ostpreussen åter befriat från tsarens trupper. Hela processen då tyskarna kastade ut ryssarna (varav krossandet av den ena inträngande ryska armén ägde rum just utanför Allenstein) fick namnet slaget vid Tannenberg efter ett annat historiskt slag, som stod 1410.
Efter första företogs folkomröstningar i området, då Polen rest krav på närområdet då järnvägen mellan Danzig och Warszawa passerade här, och befolkningen på landsbygden till hälften utgjordes av slaviska masurer. Dessa kände sig dock kulturellt närmare besläktade med den tyska befolkningen än den polska, särskilt den protestantiska befolkningen och vid folkomröstningen erhöll en fortsatt tysk nationstillhörighet 98 % av rösterna.
Under andra världskriget klarade Allenstein sig länge undan skador, och bombades inte av USA och Storbritannien, men när röda armén startade sin slutoffensiv den 14 januari 1945 kunde de tyska försvararna inte alls stå emot. Allenstein blev bland de första tyska städer som erövrades av Sovjetunionen.
Potsdamöverenskommelsen innebar att Tyskland tvingades avträda allt territorium öster om Oder-Neisse-linjen och att den tyska befolkningen tvångsförflyttades västerut. Den här delen av Ostpreussen tillföll Polen. Polen i sin tur förlorade områden i öster till Sovjetunionen, varifrån polacker förflyttades bland annat till detta område.
Förbundsrepubliken Tyskland har två gånger formellt avsagt sig alla anspråk på Preussens gamla ursprungsland. Dels under tiden republiken kallades Västtyskland, och åter efter att DDR (Östtyskland) uppgick i Förbundsrepubliken den 3 oktober 1990.
Staden var under åren 1945-1998 huvudort i vojvodskapet  (motsvarar ett svenskt län) Województwo olsztyńskie. 1999 förändrades Polens administrativa indelning och Olsztyn är sedan dess huvudort i Ermland-Masuriens vojvodskap (Województwo warmińsko-mazurskie).

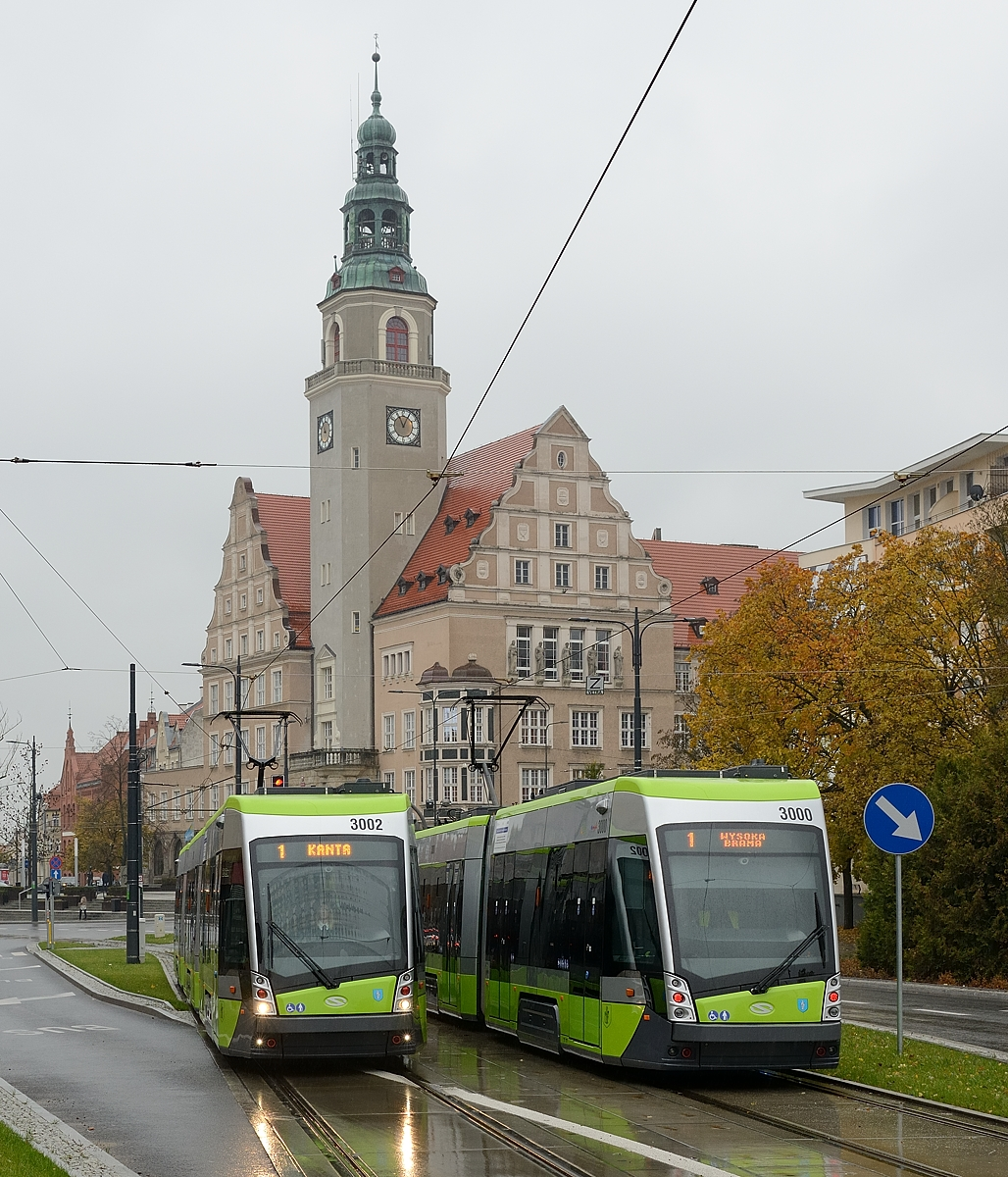
Solaris-spårvagnar med Rådhuset i bakgrunden

## Trafik
Staden anslöts till järnvägsnätet när den Preussiska östbanan togs i bruk 1872. I dag finns två stationer i staden, dels centralstationen Olsztyn Główny, dels västra stationen Olsztyn Zachodni.
Elektrisk spårvägstrafik inleddes 1907 och kompletterades 1939 med trådbussar. Spårvägen lades ned 1969 och trådbussnätet 1971. Byggande av ett nytt spårvägssystem inleddes 2011. Den första etappen öppnades för trafik den 19 december 2016. Nätet omfattar tre linjer med totalt 19 hållplatser. Till skillnad från det tidigare spårvägsnätet, som var meterspårigt  och huvudsakligen enkelspårigt, är det nuvarande normalspårigt. Det trafikeras av spårvagnar av typen Solaris Tramino.  Det lokala bussnätet omfattar för närvarande 33 linjer.